# Bagnet M9
M9 – wielofunkcyjny bagnet, oficjalnie przyjęty przez Armię Stanów Zjednoczonych na wyposażenie żołnierzy w roku 1984. Posiada 18-centymetrową głownię. W połączeniu z pochwą tworzy nożyce do cięcia drutu. Bagnet ten został zaprojektowany i opracowany przez przedsiębiorstwo Qual-A-Tec, którego właścicielem, a także projektantem samego bagnetu był Charles A. "Mickey" Finn. W późniejszym okresie zmienił on firmę swojego przedsiębiorstwa na Phrobis III. Bagnet był produkowany przez jego przedsiębiorstwo dla armii amerykańskiej, która złożyła pierwsze zamówienie na 325 tysięcy sztuk. Przedsiębiorstwo Buck Knives zgodziło się zostać podwykonawcą i zakontraktowało sfabrykowanie 300 tysięcy sztuk z zamówionej liczby, a także miało możliwość sprzedaży noża na rynek cywilny sygnowanego pod własną nazwą. Koncepcja Finna była na tyle udana i solidna, że szybko stała się bardzo popularna, praktycznie na całym świecie. Miało też to swoje wady – wiele mniejszych przedsiębiorstw nielegalnie produkowało oraz sprzedawało podróbki bagnetu. 

## Historia
W 1986, Finnowi przyznano patent o numerze 4622707 na jego projekt. Pomimo tego do Stanów Zjednoczonych nadal napływały podrobione bagnety z Azji, czy z Meksyku, bezpośrednio wpływając na pogorszenie w pewnym stopniu sprzedaży oryginału, ze względu na mniejsze koszty zakupu podróbek. Przy czym warto pamiętać, że bagnet ten jest kopiowany także m.in. w Chinach, gdzie nazywa się "M9 PHROBIS CUK".

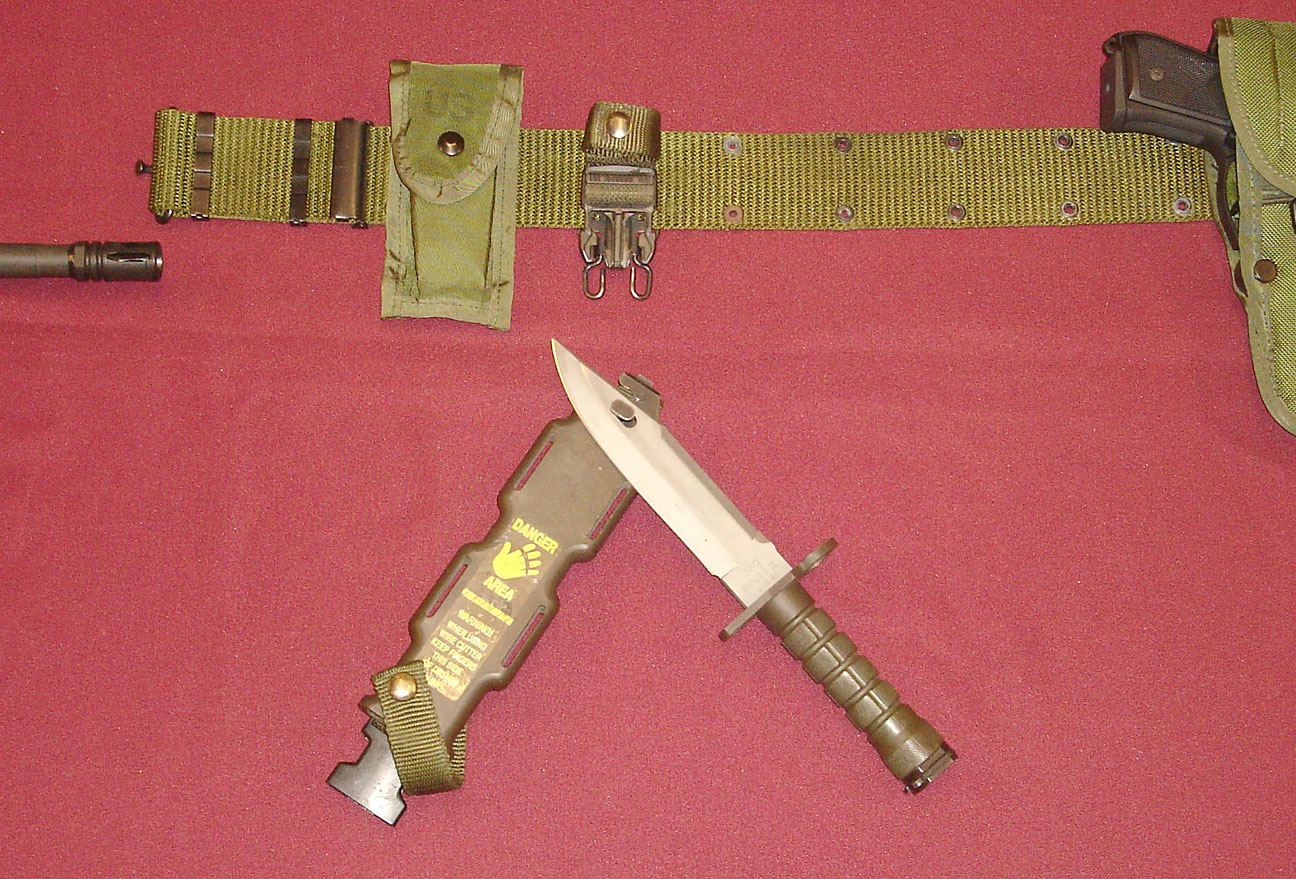
Bagnet M9 w połączeniu pochwą tworzył nożyce do cięcia drutu.

Po wytworzeniu zakontraktowanej liczby bagnetów przez przedsiębiorstwo Phrobis III, prawa do produkcji bagnetu M9 przekazano Armii Stanów Zjednoczonych, a wiele przedsiębiorstw zaoferowało własne koncepcje tego bagnetu z naniesionymi przez siebie poprawkami. Obecnie używany jest przez Armię Stanów Zjednoczonych a także przez wiele innych armii świata w wielu różnych wersjach, jako podstawowy model bagnetu użytkowego. Niektóre z produkowanych modeli mają możliwość używania ich jako nożyc do drutu – inne nie. Zależne jest to od tego, jakie przedsiębiorstwo produkowało dany egzemplarz, a także jakie były wytyczne zleceniodawcy w danym okresie produkcji. 
Wprowadzenie nowego bagnetu M9 miało na celu częściowe zastąpienie poprzednika - bagnetu M7, który znajdował się na wyposażeniu armii od roku 1964. Część osób była negatywnie nastawiona do następcy - spekulowano, że M9 może być bardziej podatny na uszkodzenia niż M7. W rzeczywistości jednak, M9 miał grubsze ostrze (o 1 mm), a także o 75% większe pole przekroju poprzecznego od swojego poprzednika - co wydawało się zakwalifikować sprzeciwy jako bezpodstawne. 
Przedsiębiorstwami, które zajmowały się produkcją bagnetu były: Phrobis, Buck (podwykonawca Phrobis podczas realizacji kontraktu dla Armii USA), LanCay oraz Ontario. Kontrakt podpisany w 1987 roku został zrealizowany przez przedsiębiorstwa Buck oraz Phrobis w ciągu dwóch lat od daty jego zawarcia, tj. w roku 1989. W tym czasie przedsiębiorstwo Buck Knives także sprzedawała produkowane przez siebie bagnety na rynek cywilny, aż do roku 1997.
Przedsiębiorstwo LanCay swój pierwszy kontrakt na produkcję M9 podpisało w marcu roku 1992, przejmując tym samym produkcję od zakładów Buck. Przedsiębiorstwu zlecono wyprodukowanie 30 tys. bagnetów, jednak później tę liczbę zwiększono do 50 tys. Podwykonawcą stał się General Cutlery. W 1994 podpisano kontrakt na wyprodukowanie kolejnych 100 tys. udoskonalonych bagnetów M9. W roku 1999 wytworzenie 25 tys. bagnetów podzielono pomiędzy przedsiębiorstwa LanCay oraz Ontario, kiedy to każda z nich zobligowała się do wytworzenia po 12,5 tys. noży. Ontario Knives uczestniczyło także w późniejszych umowach i jest jednym z bieżących wykonawców bagnetów (od roku 2005). M9 wyprodukowane przez to przedsiębiorstwo można rozpoznać po napisie "M-9 / ONTARIO / KNIFE CO / USA", umieszczonym na głowni.

## Zmiany
Bagnety LanCay różnią się od bagnetów Phrobisa. Pochwa nie posiada tekstylnej kieszonki, którą  mają bagnety tamtego producenta. Jeśli chodzi o pochwę - to przy nożycach nie ma stalowego słupka, który ogranicza ruch przy cięciu.
Głownia bagnetów LanCay występowała w kilku wersjach – pierwsza wersja produkowana była w Buck. Miała ona dość głębokie zbrocze, co niestety osłabiało głownię, która często pękała. Późniejsza wersja miała już płytszy rowek, ale mało to pomogło. Ostatnie bagnety LanCay mają głownię bez zbrocza. Pochwa do ostatniego modelu też się trochę różni od poprzedników - ma ona tylko dwie dolne plastykowe szlufki - część przy wlocie jest ich już pozbawiona i miejsce to jest przystosowane do wygodniejszego uchwycenia dłonią.

Niewielką partię tych bagnetów wyprodukowało przedsiębiorstwo Ontario. Pochwy tych bagnetów mają ciekawy sposób łączenia z pasem żołnierza - jest to obrotowa druciana konstrukcja, która sprężynując zapina się za specjalnie uformowane haki - żabki. Pochwę tę można też odpiąć szybciej - poprzez wciśnięcie plastykowego zaczepu, który dzieli żabkę na dwie części.

## M11
Bagnet M11, znany także jako M11 EOD jest wersją bagnetu M9 przeznaczoną dla oddziałów saperskich zajmujących się unieszkodliwianiem i niszczeniem materiałów wybuchowych (Explosive Ordnance Disposal (EOD)). Posiada on kilka ulepszeń, jak np. wzmocniony trzon rękojeści, który pozwala używać go jako młotka. Samo ostrze pozostało niezmienione w porównaniu z wersją wcześniejszą - M9.

## Porównanie M9 i M7
|                                        | M7     | M9     |
| -------------------------------------- | ------ | ------ |
| Data wprowadzenia na wyposażenie armii | 1965   | 1987   |
| Długość głowni                         | 165 mm | 178 mm |
| Długość całkowita                      | 298 mm | 305 mm |
| Grubość głowni                         | 5 mm   | 6 mm   |

Bagnet M7, wprowadzony na wyposażenie armii USA w 1964 roku jako podstawowy bagnet dla karabinu M16 i używany był także jako nóż użytkowy. Pole wykorzystania bagnetu 9 jest o wiele szersze. Jest to broń do walki w zwarciu przeznaczona dla karabinów M16 oraz M4 a także do strzelby Mossberg 590. Używany także jako nóż użytkowy, natomiast w połączeniu z pochwą tworzy nożyce do cięcia drutu. Dzięki ząbkowanemu grzbietowi głowni równie dobrze można go używać jako podręczną piłę. 

## Produkcja przedsiębiorstwa Buck Knives
Wgląd w liczbę wyprodukowanych sztuk bagnetów przez przedsiębiorstwo Buck.
| Odbiorca/typ                      | Buck Part# | Liczba  |
| --------------------------------- | ---------- | ------- |
| US Army                           | 0188-00-0  | 330 254 |
| Wersja komercyjna (zielona)       | 0188-CB-0  | 28 238  |
| Armia Australii                   | 0188-A1-0  | 20 050  |
| wersja komercyjna (czarna)        | 0188-BK-0  | 14 213  |
| Diemaco (Kanada)                  | 0188-DM-0  | 8 681   |
| Field Knife (Japonia I)           | 0188-J1-0  | 1 956   |
| Armia Abu Zabi                    | 0188-AD-0  | 1 500   |
| Field Knife (Japonia II)          | 0188-J1-0  | 504     |
| Wariant dla US NAVY (prototypowy) | 0188-MC-0  | 350     |
| Ogółem                            | Ogółem     | 405 746 |